# Завоевание Андалусии (телесериал)
«Завоева́ние Андалу́сии» (араб. فتح الأندلس‎) — кувейтско-сирийский религиозно-исторический телесериал режиссёра Мохамеда Сами аль-Анзи, снятый в 2022 году. На его производственный бюджет было выделено более 3 миллионов долларов США. Снято в Бейруте и Мардине в Турции. Транслируется с 22 апреля 2022 года.

## Сюжет
Сериал повествует о жизни великого исламского полководца армии Омейядов Тарика ибн Зияда и его великих завоеваний в городах Танжер, Сеута и Толедо, вплоть до завоевания Андалусии, и его знаменитого спора со своим командиром Мусой ибн Нусайром.

## В ролях
| Актёр           | Роль                        |
| --------------- | --------------------------- |
| Сухайль Джабаи  | Тарик ибн Зияд              |
| Тайсир Идрис    | Родерих                     |
| Акиф Наджм      | Абу Басир                   |
| Рафик Али Ахмад | Муса ибн Нусайр             |
| Удай Раад       | Аль-Валид I ибн Абдул-Малик |
| Пьер Догер      | Джулиан                     |
| Хишам Бахлул    | Шаддад                      |
| Дженни Эсбер    | Эгилона                     |

## Производство
Сериал написан шестью авторами: Абу аль-Макаримом Мухаммадом, Салехом ас-Сальти, Сабером Ахмедом, Мухаммадом аль-Ясари, Мадианом ар-Рашиди и Ибрахимом Коки. Произведено компанией «Almaha Production» и «Al Buraq Production». Состоит из 33 серий и включает в себя более 250 актёров и актрис из всех арабских стран. Его покажут по кувейтскому телевидению и MBC1.

## Критика
Сериал был раскритикован после его показа в Марокко за попытки фальсификации истории завоевания Андалусии, дошедшими даже до судов. Сериал вызвал большие споры о личности Тарика ибн Зияда между алжирцами и марокканцами.